# Старобазаново
Старобазаново (баш. Иҫке Баҙан) — село в Бирском районе Республики Башкортостан Российской Федерации. Административный центр Старобазановского сельсовета.

## Топоним
Прежнее название — Базаново. После возникновения выселка Ново-Базанова (1874) образовались парные названия Старобазаново и Новобазаново. Последнее было упразднено в 1980-х, но прежнее название не возвратилось. Также известна деревня Среднебазаново.

## География

### Географическое положение
Расстояние до:
- районного центра (Бирск): 24 км,
- ближайшей ж/д станции (Уфа): 90 км.

## История
Была волостным центром Базановской волости.

## Население
| 2002 | 2009 | 2010 |
| ---- | ---- | ---- |
| 444  | ↗478 | ↗483 |

Согласно переписи 2002 года, преобладающая национальность — русские (38 %).

## Известные уроженцы
- Ломодуров, Николай Зиновьевич (1909—1976) — механизатор МТС, Герой Социалистического труда.
- Попов, Андрей Фёдорович (1910-1947)  - кузнец в сельскохозяйственной артели "Трудовик", Герой Советского Союза (1944), ефрейтор.
- Титов, Борис Иванович  (1904-1992) - главный агроном Базановской МТС, Герой Социалистического Труда (1948).
- Титов, Арсен Борисович (1948) - советский и российский живописец и писатель.

## Инфраструктура
Личное подсобное хозяйство с зоной сельскохозяйственного использования, индивидуальная застройка усадебного типа.
Основа экономики — сельское хозяйство.
Сельский дом культуры с. Старобазаново, Средняя общеобразовательная школа села Старобазаново, библиотека села Старобазаново

## Транспорт
Остановка общественного транспорта «Старобазаново».